# LDV Convoy
LDV Convoy — лёгкий коммерческий фургон, выпускавшийся компанией LDV Limited в период с 1984 по 2006 год.
Convoy был развитием серии Leyland DAF 400, которая в свою очередь была основана на серии Freight Rover 300. Convoy и его предшественники были более крупными версиями LDV Pilot ранних моделей, и все они были основаны на серии фургонов Leyland Sherpa, которые были впервые разработаны в 1974 году с некоторыми общими компонентами более ранних фургонов.

## История

### Freight Rover 300 (1984—1989)
Автомобиль Freight Rover производился с 1984 года с круглыми фарами в квадратных рамках. Бампер сделан из чёрного пластика.

### Leyland DAF 400 (1989—1993)
Когда концерн Freight Rover стал частью Leyland DAF, Freight Rover 300 уступил на конвейере место Leyland DAF 400. Фары теперь были только квадратные, но так же в рамках. Решётка радиатора и рамки фар могли окрашиваться либо в цвет всего автомобиля, либо в чёрный. Автомобили оснащались пневматической подвеской. В качестве двигателя использовались дизельные Peugeot XD3P, реже — бензиновые Rover.

### LDV 400/Convoy (1993—2006)
После разорения бизнеса Leyland DAF в 1993 году была образована компания LDV Limited. В 1996 году автомобиль прошёл рестайлинг и получил название LDV Convoy.
На шасси модели производились также школьные автобусы, автомобили скорой помощи (LDV Lazer), эвакуаторы, фургоны мороженщика и пожарные автомобили.

## Награды
- Какой фургон «Лучший микроавтобус» 2000 года
- Какой фургон «Лучший микроавтобус» 2001 года
- Какой фургон «Лучший микроавтобус» 2002 года
- Премия принца Майкла за безопасность дорожного движения для автобусов и грузовиков 2000

## Галерея

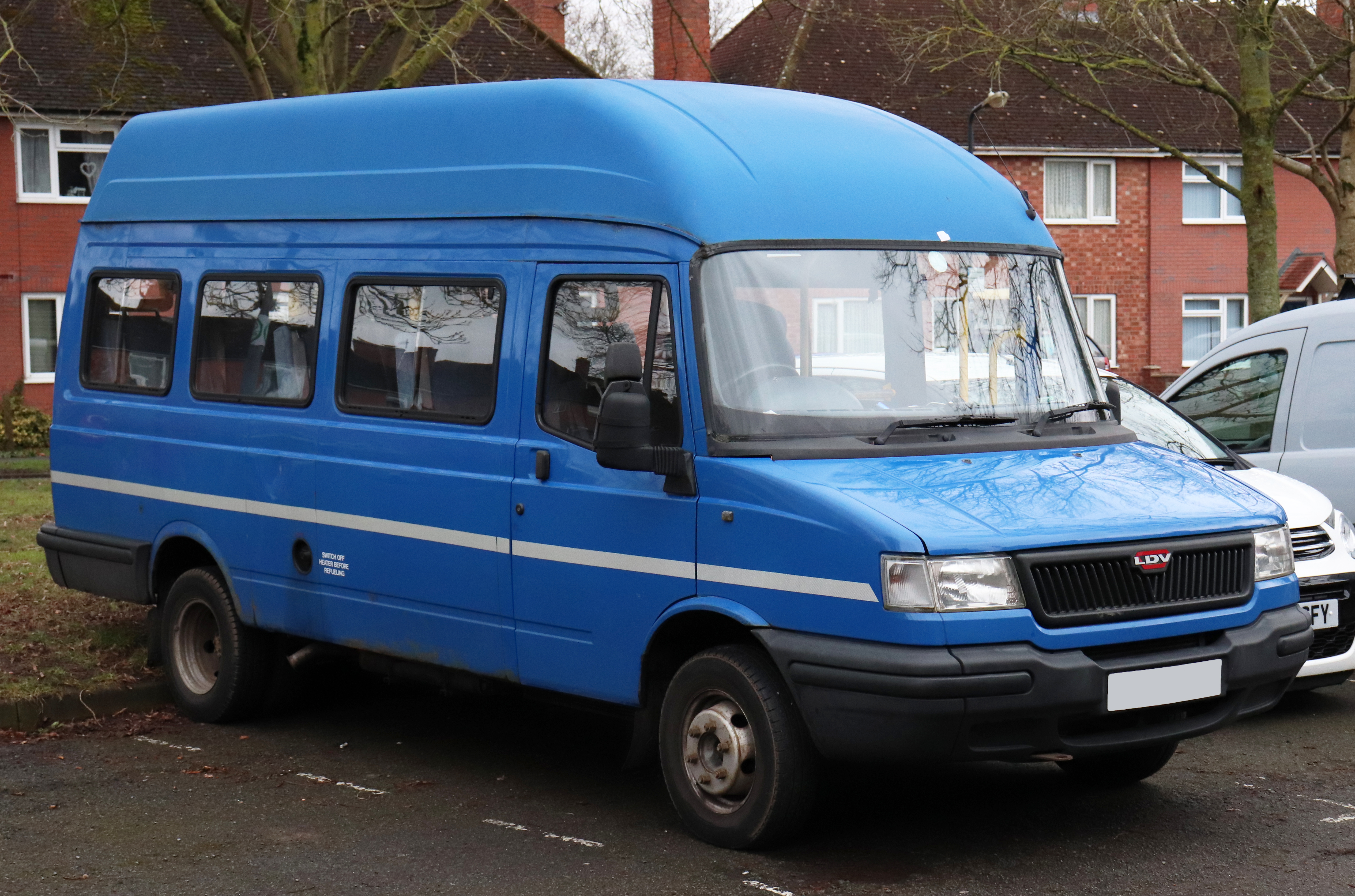
LDV 400/Convoy
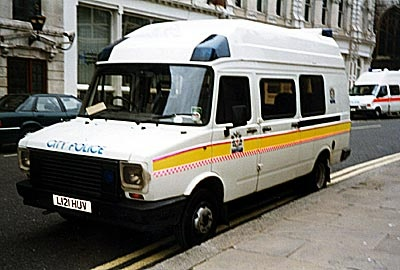
Автомобиль полиции
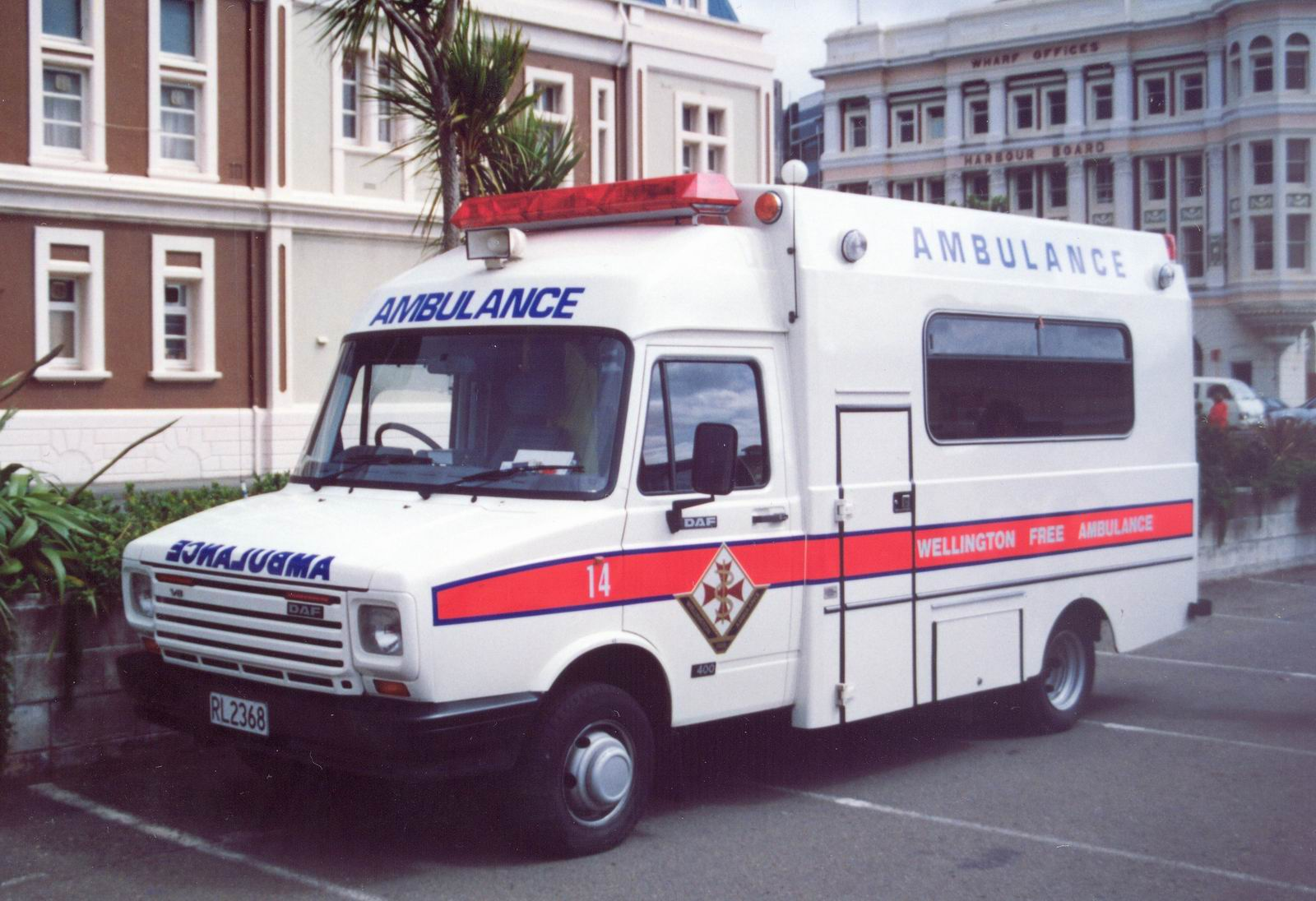
Автомобиль скорой помощи
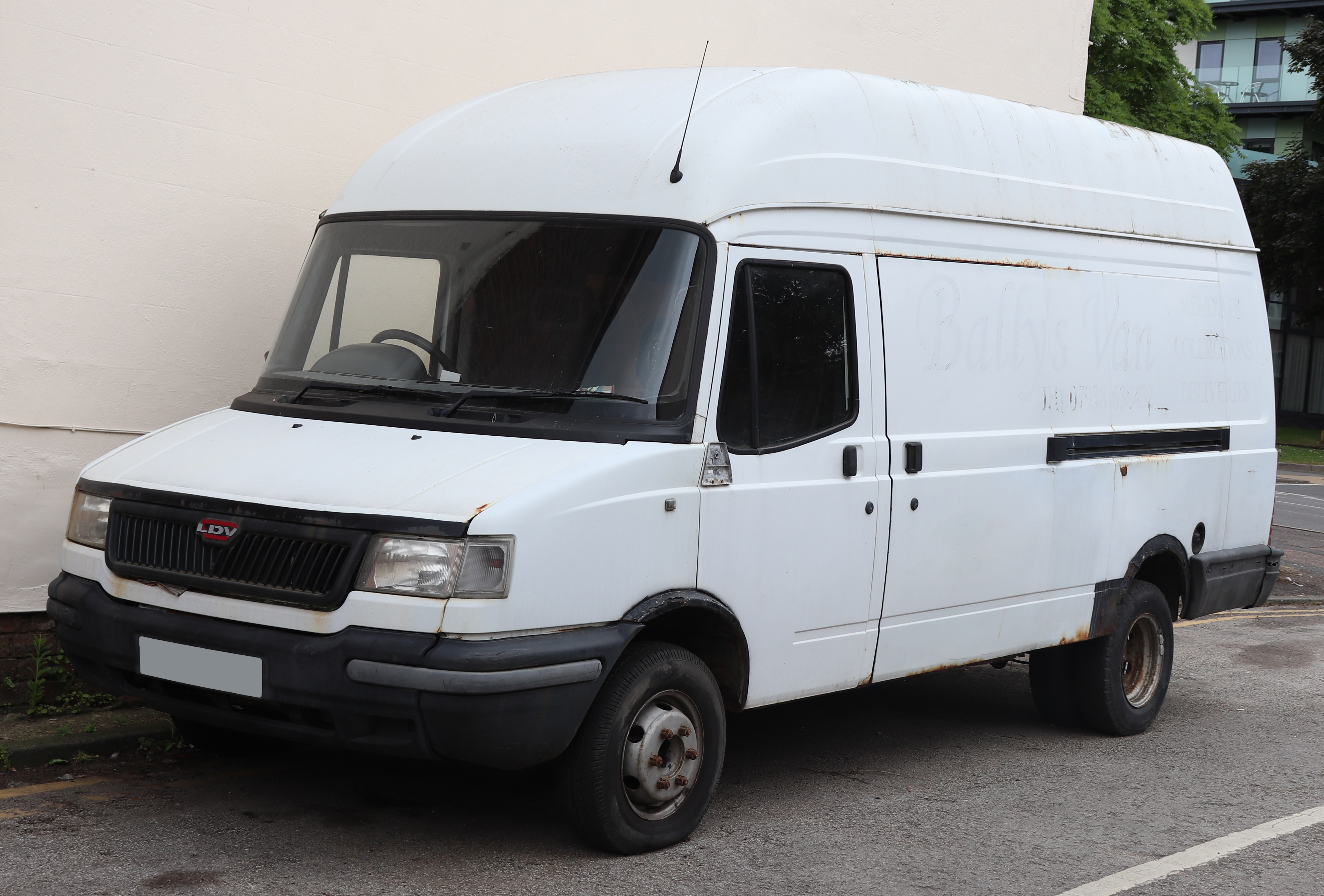
Развозной автомобиль-фургон
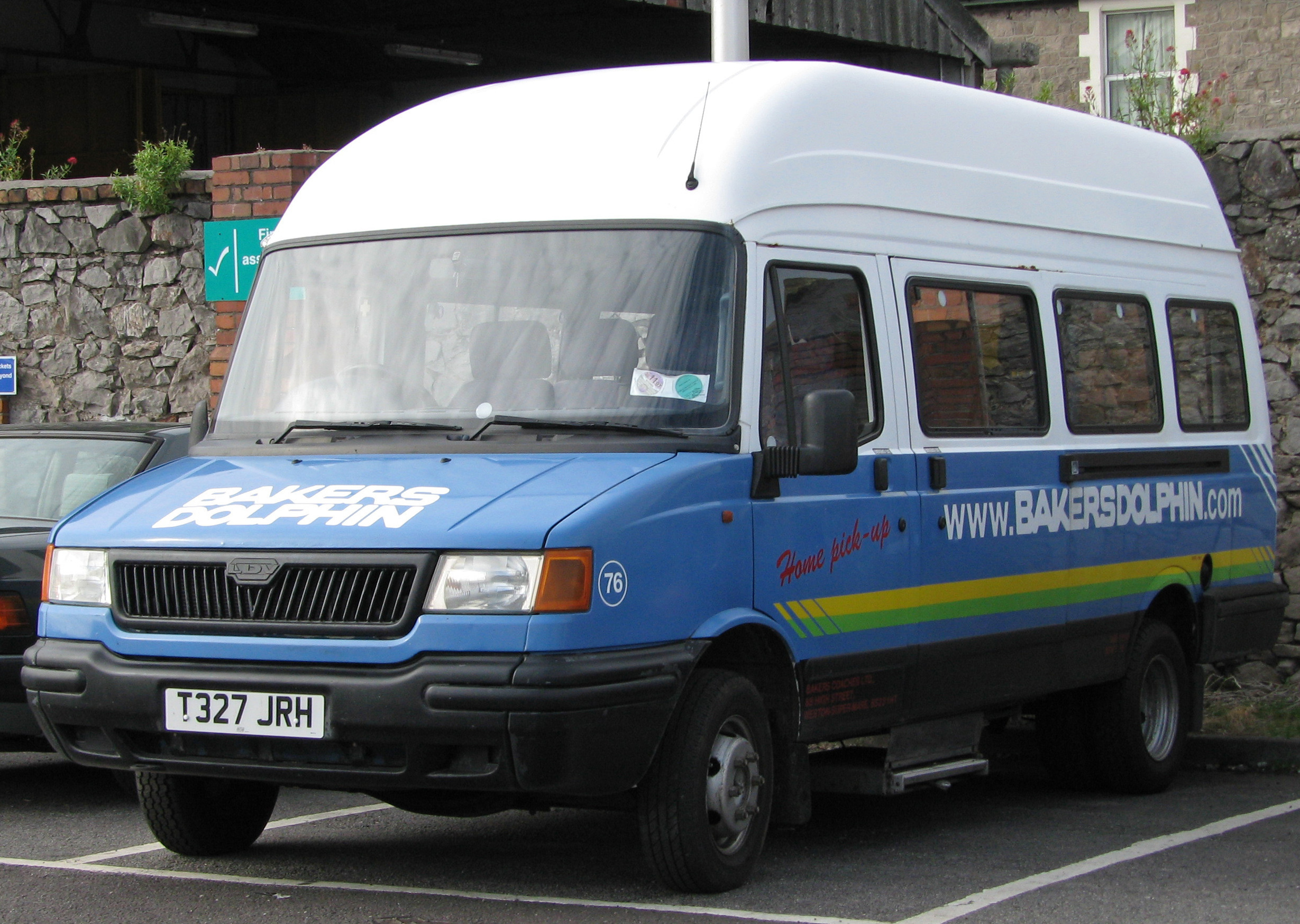
Маршрутное такси с высокой крышей
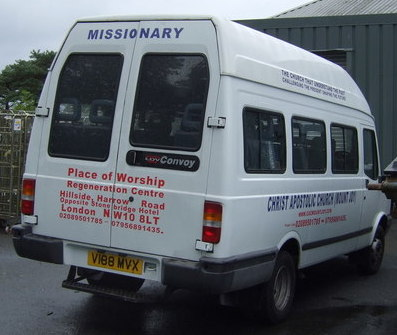
Служба спасения
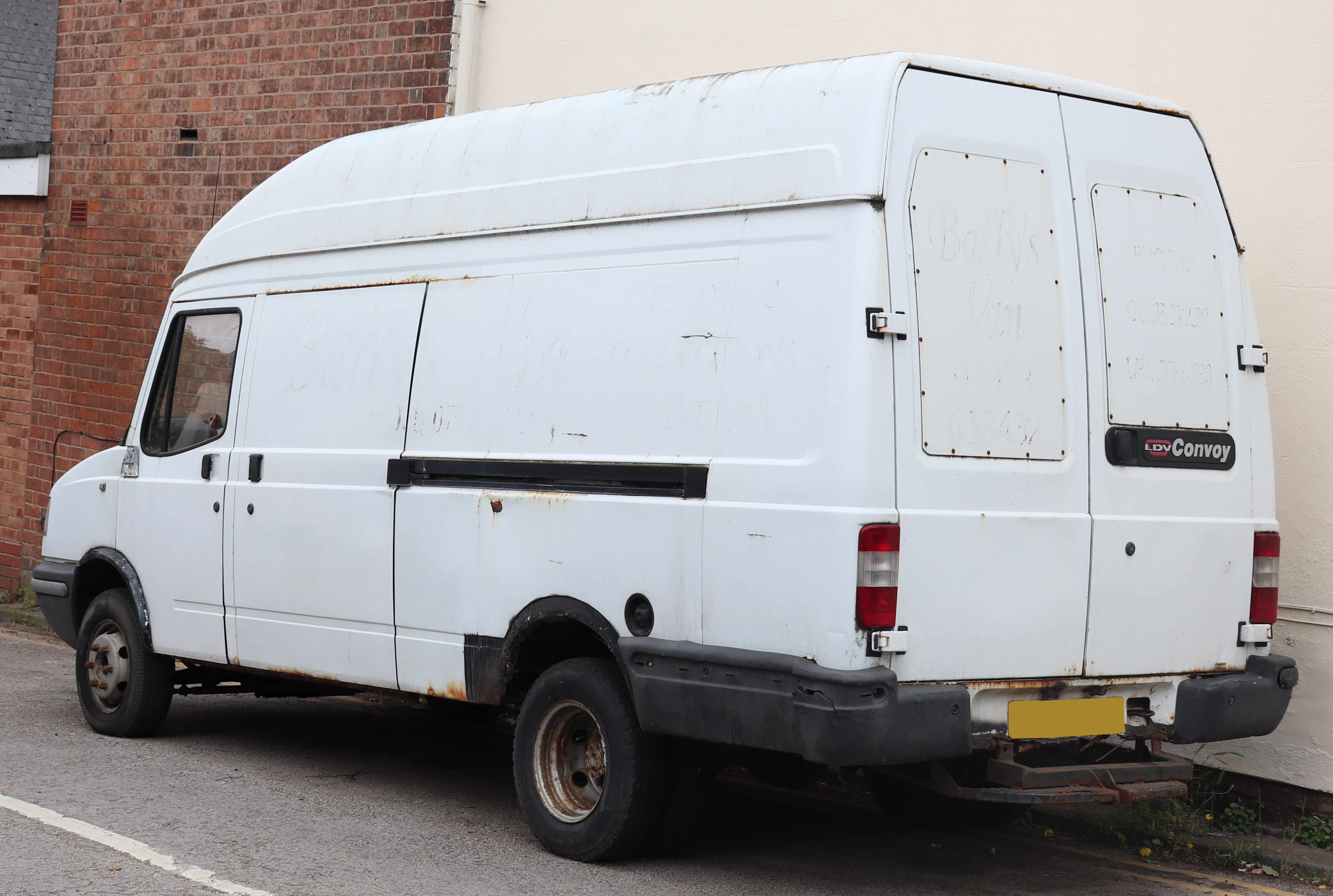
Развозной фургон
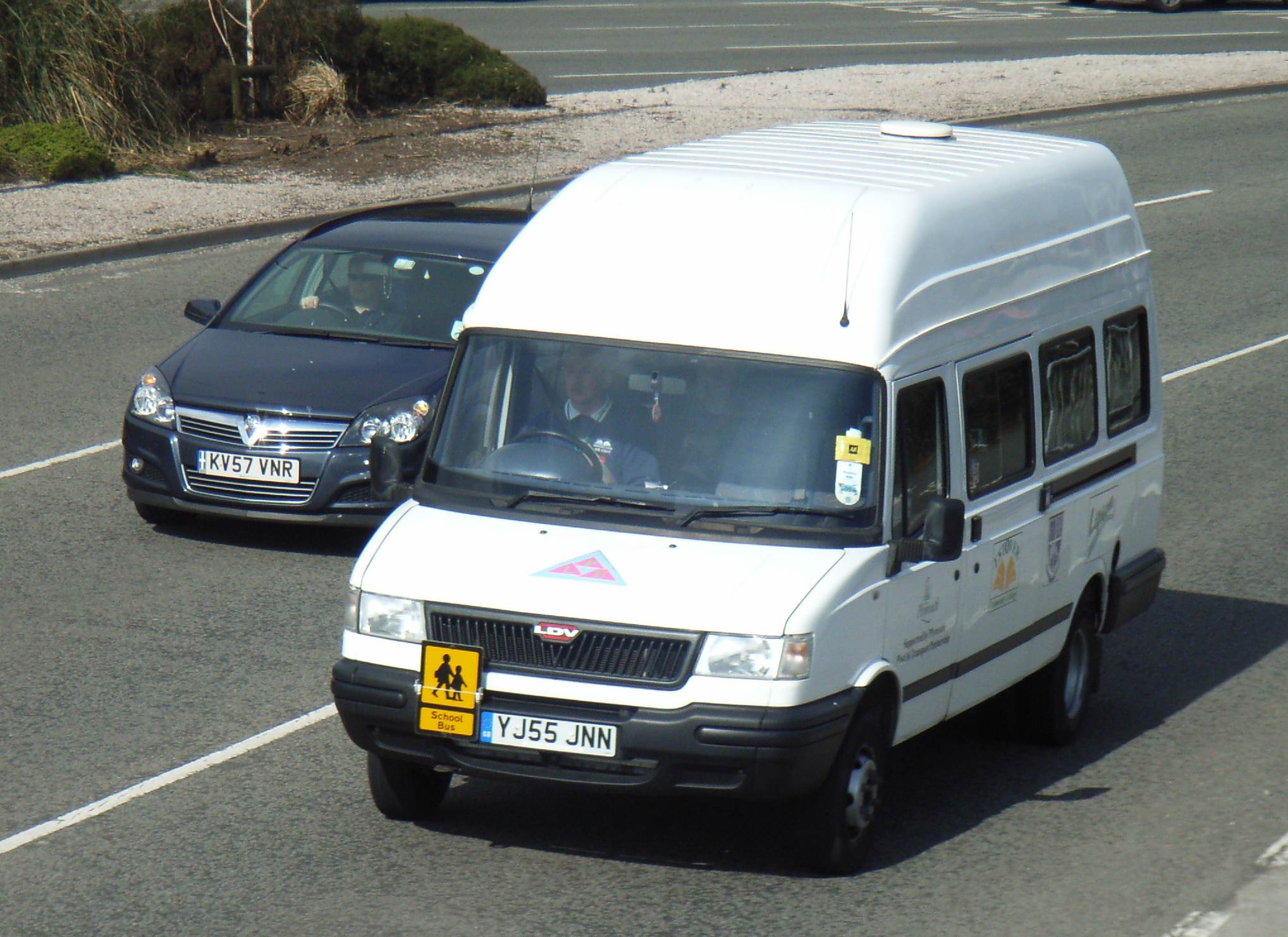
Школьный автобус в Плимуте
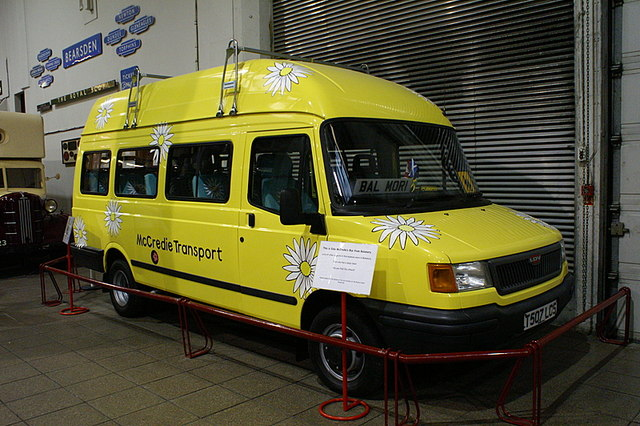
Школьный автобус в музее Глазго
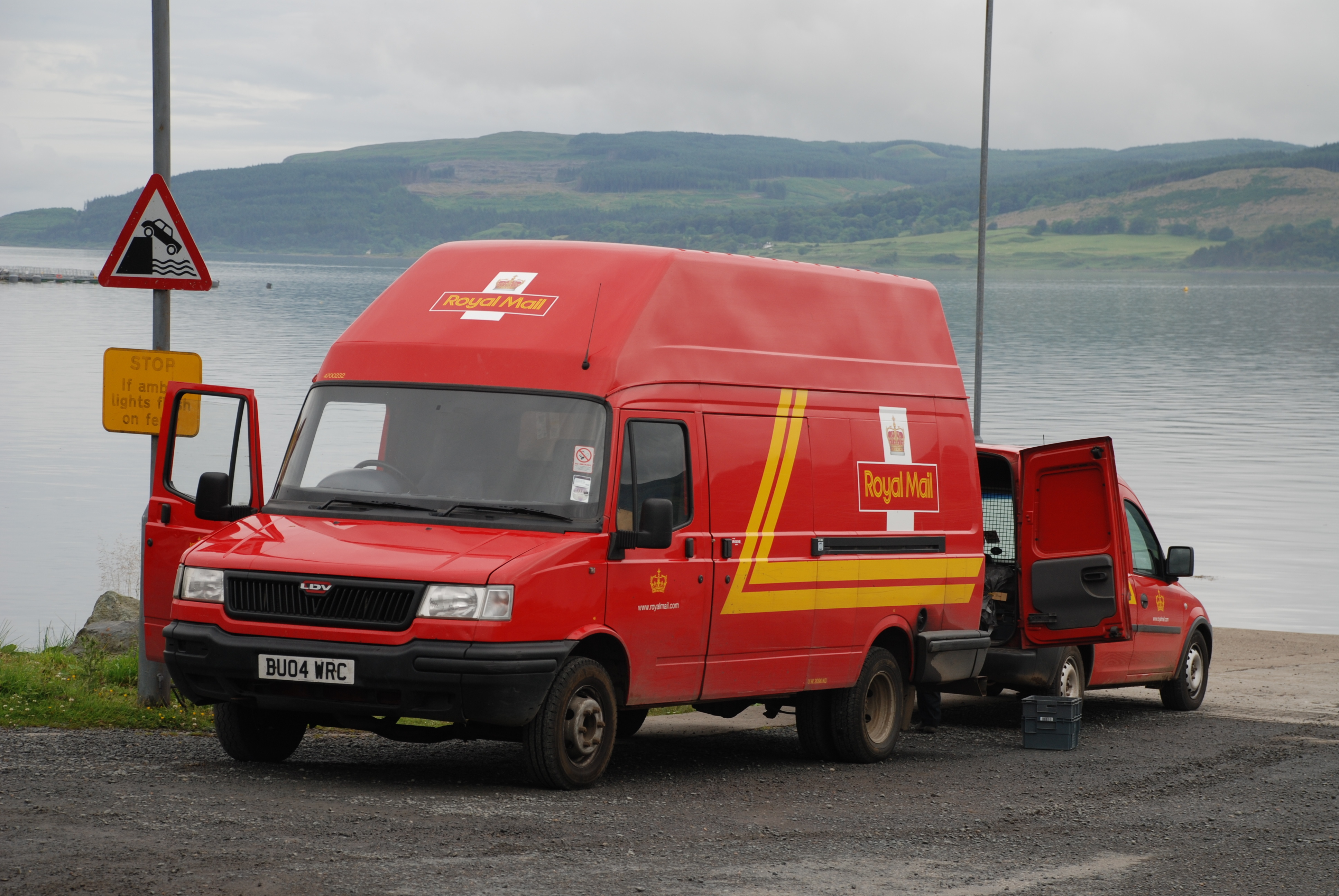
LDV Convoy на острове Малл
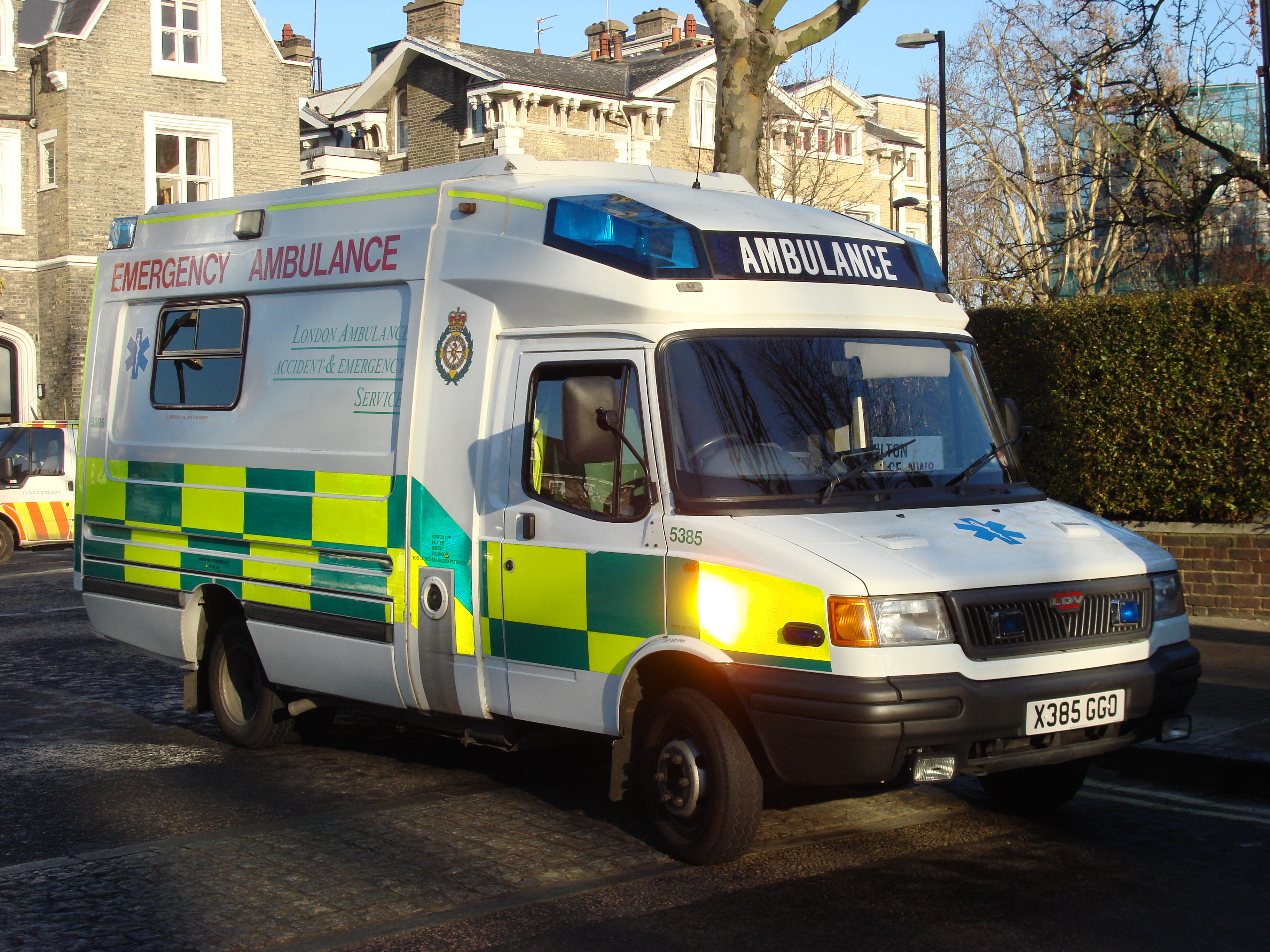
Автомобиль скорой помощи в Лондоне
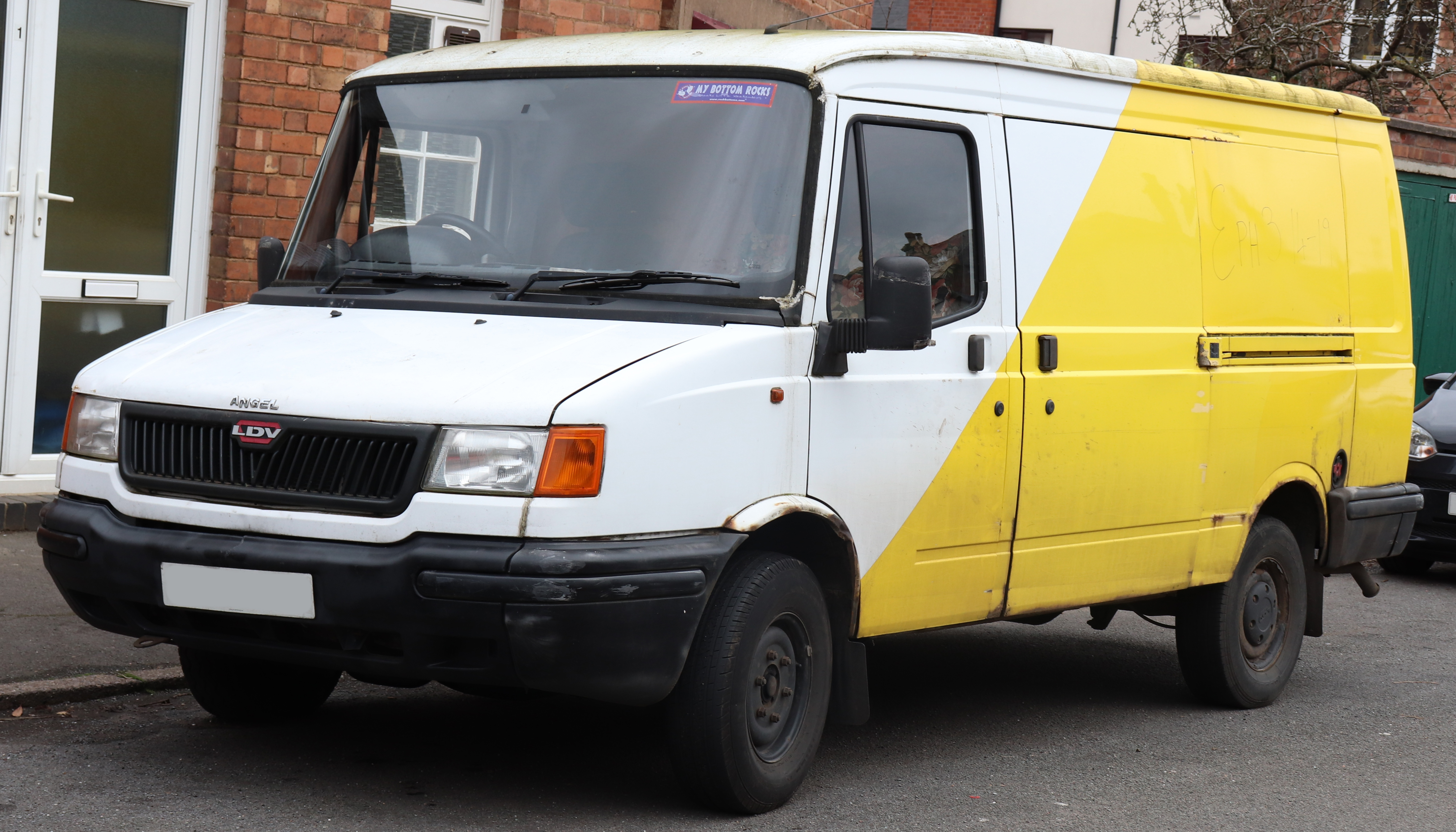
Фургон с низкой крышей (вид спереди)
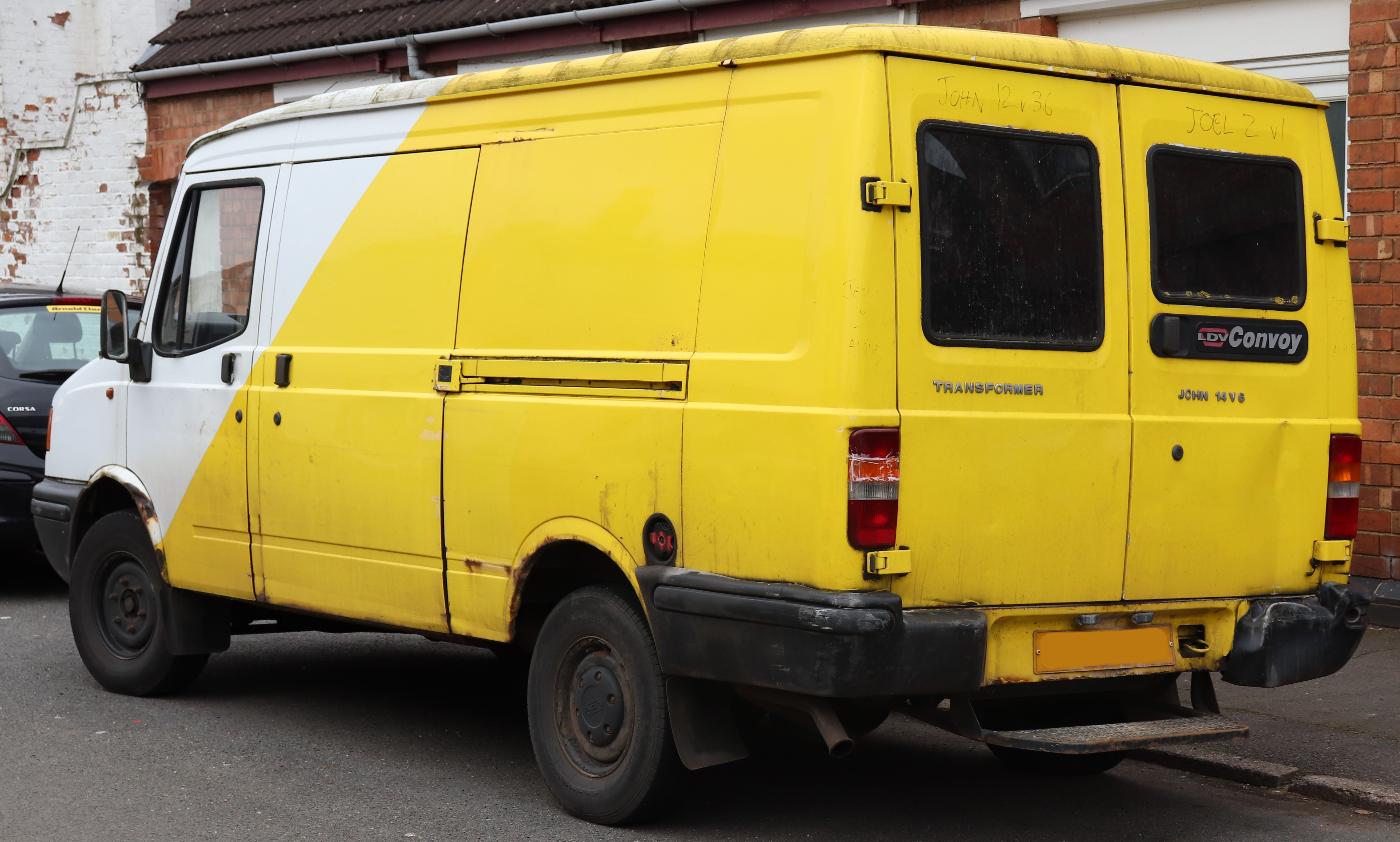
Фургон с низкой крышей (вид сзади)